# آدم بويز
آدم بويز (بالإنجليزية: Adam Boyes)‏ هو لاعب كرة قدم بريطاني، ولد في 1 نوفمبر 1990 في Lingdale ‏ في المملكة المتحدة. شارك مع منتخب إنجلترا لكرة القدم C ‏. أما مع النوادي، فقد لعب مع سكونثورب يونايتد ونادي بارو ونادي بوسطن يونايتد ونادي يورك سيتي.

## وصلات خارجية
- آدم بويز على موقع قاعدة بيانات كرة القدم.إي يو (الإنجليزية)
- آدم بويز على موقع Soccerbase.com (لاعب) (الإنجليزية)
- آدم بويز على موقع Soccerway.com (الإنجليزية)